# Котлован (повесть)
«Котлова́н» — философская повесть Андрея Платонова (1930), содержащая элементы гротеска, притчи и экзистенциального романа. Некоторые критики воспринимают повесть как антиутопию и жёсткую сатиру на СССР времён первой пятилетки.
Произведение также причисляют к модернистскому направлению. Иосиф Бродский писал: «... Платонова... следовало бы признать первым серьезным сюрреалистом. Я говорю — первым, несмотря на Кафку, ибо сюрреализм — отнюдь не эстетическая категория, связанная в нашем представлении, как правило, с индивидуалистическим мироощущением, но форма философского бешенства, продукт психологии тупика».

## Сюжет
Тридцатилетнего рабочего Вощёва увольняют с механического завода из-за патологической «задумчивости». В поисках средств к существованию он приходит в соседний город и нанимается землекопом на рытье котлована под строительство будущего «общепролетарского дома». Земляными работами руководит Никита Чиклин, а инженером строительства является Прушевский. Мастеровые артели, в которой работает Вощёв, «существуют без всякого излишка жизни». Строители спорят о будущем, о смысле жизни, об энтузиазме. Угрюмый артельщик Козлов «ночью под одеялом сам себя любит» и блюдет организационную дисциплину, периодически донося на коллег, искренне веря в благость своих намерений, а инженер Прушевский мечтает о смерти, сетуя, что им пользуются, но ему «никто не рад». Для поднятия настроения Сафронов включает установленную по инициативе окрпрофсовета трубу радио «для заслушанья достижений и директив». По предложению кормящегося от артели безногого инвалида Жачева Сафронов берет на баланс строителей девочку-сироту Настю, которая, несмотря на юный возраст, идеологически подкована и знает «товарища Ленина». Настя – дочка умершей женщины, которую однажды увидели в юности Прушевский и Чиклин, и хотя оба они не помнили ни имени, ни внешности девушки, они тосковали по ней все эти годы, видя в ней нечто светлое и потерянное. Строители балуют девочку, а Чиклин выделяет реквизированный из соседней деревни гроб для хранения игрушек.
Зимой работы на котловане приостанавливаются. Приехавший на автомобиле председатель окрпрофсовета товарищ Пашкин направляет Сафронова и Козлова в соседнюю деревню для проведения «классовой борьбы против деревенских пней капитализма», где те гибнут от неизвестных, что ужесточает «мероприятия по сплошной коллективизации». Чиклин и Вощёв едут на телеге в «колхоз имени Генеральной Линии». Скот обобществляют, а оставшихся единоличников либо записывают в колхоз, либо изгоняют посредством сплава на плоту вниз по реке. Искать «классовых врагов» строителям котлована помогает медведь-кузнец, когда-то использовавшийся кулаками на мельнице и терпевший от них побои. После раскулачивания все бедняки и середняки устраивают танцы под радио, а наутро все разом начинают работать в кузнице, стремясь помочь медведю. На Прушевского же обращает внимание деревенская девушка, видя в нем умного человека, способного объяснить ей весь мир. Прушевский идёт с девушками в избу-читальню и вроде бы оставляет мысли о суициде. Тем временем из района прибывает всадник с директивой на местного активиста, в которой он обвиняется в «перегибщине» и «забегании в левацкое болото правого оппортунизма». Активист разочаровывается в полученном сообщении, обижается на всех, выражает безразличие к возможной смерти Насти, за что Чиклин убивает местного активиста. Тем временем Настя, ставшая для строителей котлована живым воплощением надежды на светлое будущее, заболевает и умирает. Чиклин закапывает Настю в котловане. Тем временем ушедшие из колхоза крестьяне «зачисляются в пролетариат» и присоединяются к рытью котлована.

## Основные персонажи
Герои «Котлована» страдают от синдрома эмоционального выгорания, застряв на пути от капитализма к коммунизму. Они сомневаются в своей полезности, ощущают «общую грусть жизни и тоску тщетности».
- Вощев — протагонист, представлен как задумчивый рабочий возрастом в 30 лет, старающийся понять, в чём цель и смысл его жизни. Работал на заводе, был уволен, после чего попал на котлован.
- Жачев — безногий инвалид, «урод империализма». Был замечен в приставании к детям и оскорблении жены Пашкина.
- Козлов — рабочий на котловане, ненавидящий Сафронова, и которого высмеивают за то, что он мастурбирует по ночам.
- Настя — сирота, дочь Юлии из буржуазного рода. Часто говорит пропагандистскими лозунгами, ведь пообещала матери, что не раскроет секрета своего происхождения. В колхозе её величают «барышней».
- Пашкин — «председатель окрпрофсовета», часто призывающий рабочих выполнять свои обязанности усерднее, позже привлекает к работе над пролетарским домом бывших бюрократов. Перемещается в автомобиле и посещает с супругой театры.
- Прушевский — инженер и надсмотрщик. Он, также как и Вощев, не понимает смысла жизни, из-за чего его посещают мысли о суициде.
- Сафронов — артельный активист с рыжими усами, ярый социалист, «вождь ликбеза и просвещения». Недолюбливает стремление Вощева найти смысл жизни, также ненавидит Козлова.
- Никита Чиклин — стареющий силач-землекоп, лидер артельщиков. Некогда сидел в тюрьме за грабежи и погромы. Иногда вспоминает незнакомую женщину, поцеловавшую его много лет назад и старается её найти.
- Активист — подтянутый парень, долго сохраняющий большой энтузиазм. Сильно волнуется о мнении руководства о нём, очень хочет получить какую либо административную должность.
- Медведь — настоящий медведь, работающий кузнецом-молотобойцем. Он хорошо вынюхивает кулаков, плохо обращавшихся с ним раньше.
- Юлия – мать Насти. Она берёт с дочери обещание скрывать своё буржуазное происхождение. Также Юлия – та самая девушка, поцеловавшая Чиклина много лет назад.

## Образ СССР

### Советский быт
Несмотря на гротескность описания и иносказания в тексте, в повести отражены многочисленные элементы реального быта в эпоху Сталина. В частности, в повести описаны марширующие босые девочки-пионерки в матросках и красных беретах, родившиеся после «социальной войны». Музыкальный фон создает уличный духовой оркестр, создававший «дребезжащее состояние радости». Главным средством массовой информации является радио. Товарищи из района перемещаются на автомобилях. Источниками освещения являются керосиновые лампы. Заводы работают по плану треста. Упомянуты Москва и СССР.
Описание деревни соответствует южным регионам России, где двор огораживаются плетнем, а избы кроются соломой.
При заброшенной церкви доживает свой век отрекшийся от бога поп, стриженный под фокстрот. Люди в повести носят ситцевые рубахи,ватные пиджаки (ватники), стеганные кофты, штаны, картузы, валенки и армяки. Женщины носили платки и юбки.
На окраине города расположена пивная, где в кружки наливают пиво. Из еды упомянуты хлеб, говядина, отварная картошка, яйца, укроп, каша из чугуна, кипяток из чайника и бутерброды. Девочка Настя ест также фруктовую пастилу и пирожные.

### Отношение к социализму
Платонов был одним из первых русских мыслителей, критиковавших сталинские планы коллективизации как бесчеловечные. Более того, Платонов в то время жил в Советском Союзе. Многие другие критики были диссидентами, бежавшими из страны в такие места, как Франция.
Несмотря на Сталина, Платонов питал глубокую страсть к Советскому Союзу. Он верил, что социалистическая система защитит мир от фашистского правления, но не был уверен, что человечество готово к такой задаче. Тем не менее он не соглашался с критиками социализма, которые утверждали, что технический прогресс освободит рабочих от плохих условий, а эффективные инструменты не сделают ничего, кроме как заставят рабочих потерять из виду то, что важно в жизни. «Некоторые наивные люди могут возразить, что современный кризис производства переворачивает эту точку зрения», — писал он. — «Он ничего не переворачивает. Представьте себе чрезвычайно сложное техническое оснащение общества современного империализма и фашизма, изнурительное истощение и разрушение людей этих обществ — и станет слишком ясно, какой ценой было достигнуто это увеличение производительных сил». Позже он добавлял в частных записных книжках: «Совершенствуется не только техника производства материальной жизни, но и техника управления людьми. Может ли последний дойти до кризиса перепроизводства, до кризиса исторического тупика?».
Платонов считал, что борется за будущее. По его словам, дети были причиной того, что он и другие работали в направлении социализма. Эта тема легко прослеживается в цитатах Вощёва и Жачева. Таким образом, Настя служит символом будущего Советского Союза. Она молода, умна и счастлива, но Платонов использует её смерть как символ своих забот о положении дел в стране. Завершает «Котлован» краткой заметкой: «Погибнет ли наша советская социалистическая республика, как Настя, или вырастет в цельного человека, в новое историческое общество?.. Возможно, автор ошибся, изобразив в виде смерти маленькой девочки конец социалистического поколения, но эта ошибка произошла лишь в результате чрезмерной тревоги за что-то любимое, утрата которого равносильна разрушению не только всего прошлого, но и будущего».

## Философские аспекты повести
Повесть изобилует философской лексикой экзистенциального характера и имеет характер притчи, где главный герой занят мучительным поиском смысла жизни, который также выступает как истина, счастье и «общий план жизни». Отсутствие смысла жизни приводит к ощущению скуки, падению «темпов труда», увольнению и потере средств к существованию. В повести содержится аллюзия на знаменитое выражение Декарта cogito ergo sum, когда Вощев говорит, что он не существует, а только думает. Он то и дело оказывается в пространстве среди всеобщего грустного, терпеливого и безответного существования «без излишков жизни».
Мастеровые артели, строящей котлован, обладают смыслом жизни, однако они измождены и угрюмы. Торжественная маршевая музыка духового оркестра сообщает «ликующее предчувствие» и радость, однако она лишена мысли. Таким образом, обнаруживается дихотомия смысла жизни и радости.
Один из героев Котлована (Козлов) вообще сомневается в необходимости счастья, заявляя, что от него «только стыд», тогда как грусть подразумевает сопричастность всему миру. Другой герой (Сафронов) подозревает, что истина есть классовый враг. Активист из колхоза считает истину несущественной, так как «пролетариату полагается движение».
Из этических установок ценится беззаветность и энтузиазм, а халатность и отсталость порицаются.

## Поэтика
Поэтика повести построена на причудливом вплетении революционной риторики в описание быта. Так появляются «уроды империализма», «шкура капитализма», «обобществленные лошади», «пролетарская совесть», «социалистические дети» и «рассол социализма». Герои Котлована «ликвидируют» любовь, отказываются от «конфискации» ласк, «аннулируют» скорбь, ходят «в инстанцию» и сдерживают инициативу, боясь отклониться от генеральной линии. Из района к ним спускают директивы, а в ответ они пишут отчёты и рапорты.

## Публикация и издания
Повесть не была опубликована при жизни Платонова. Впервые она почти одновременно была издана в эмигрантских журналах «Грани» (№14, Франкфурт-на-Майне) и «Студент» (№13—14, Лондон) в 1969 году; перед этим, в 1968 году, в этих журналах впервые вышла повесть Михаила Булгакова «Собачье сердце», а в том же 1969 году в «Студенте» впервые вышла пьеса Бориса Пастернака «Слепая красавица». В СССР повесть Платонова была напечатана уже в Перестройку в журнале «Новый мир», № 6, в 1987 году. До публикации распространялась самиздатом. Хранившие её подвергались репрессиям.
На английский язык повесть вначале была переведена Миррой Гинзбург, а потом несколько раз англичанами, Робертом и Элизабет Чендлер. Последний перевод вышел в 2009 году при помощи Ольги Меерсон.
Повесть адаптирована в постановке Романа Виндермана, город Томск, театр «Скоморох" в 1989 году .

### Издания
- Andrei Platonov The Foundation Pit. Котлован. Ann-Arbor: Ardis Publishing, 1973. (Предисловие И. А. Бродского)
- Платонов А. П. Котлован; Ювенильное море. — М.: Художественная литература, 1987. — 192 с. С.4-114
- Платонов А. Котлован. Текст. Материалы творческой истории. — СПб.: Наука, 2000. — 379 с.